# Vámosmikola, Pesta
Vámosmikola  este un sat în districtul Szob, județul Pesta, Ungaria, având o populație de 1.632 de locuitori (2011). 

## Demografie
Componența etnică a satului Vámosmikola
     Maghiari (90,49%)
     Romi (8,29%)
     Alții (1,22%)
Componența confesională a satului Vámosmikola
     Romano-catolici (61,21%)
     Reformați (10,72%)
     Fără religie (7,11%)
     Luterani (1,29%)
     Necunoscută (18,69%)
     Alte religii (1,78%)
Conform recensământului din 2011, satul Vámosmikola avea 1.632 de locuitori. Din punct de vedere etnic, majoritatea locuitorilor (90,49%) erau maghiari, cu o minoritate de romi (8,29%).  Din punct de vedere confesional, majoritatea locuitorilor (61,21%) erau romano-catolici, existând și minorități de reformați (10,72%), persoane fără religie (7,11%) și luterani (1,29%). Pentru 18,69% din locuitori nu este cunoscută apartenența confesională.